# Віктор-Амадей II
Віктор-Амадей II (лат. Victorius Amadeus II, фр. Victor Amédée II, італ. Vittorio Amedeo II), або Віктор Амадей Франциск Савойський (лат. Victorius Amadeus Franciscus Sabaudiae, фр. Victor Amédée François de Savoie, італ. Vittorio Amedeo Francesco di Savoia; 14 травня 1666, Турин, П'ємонтське князівство — 31 жовтня 1732, Монкальєрі, Сардинське королівство) — 17-й король Сардинії в 1720—1730 роках, 30-й король Сицилії в 1713—1720 роках, 15-й герцог Савої з 1675 року, 13-й герцог Монферрато з 1713 року, князь П'ємонту з 1675 року, 17-й Великий магістр Вищого ордена Святого Благовіщення з 1675 року, 6-й Великий магістр ордена святих Маврикія і Лазаря з 1675 року.
Представник Савойської династії. Син Карла Еммануїла II, герцога Савої і Марії Жанни Савойської, мадмуазель де Немур, герцогині Женеви і Омаль.
За талант дипломата сучасники прозвали його «савойською лисицею» (італ. La Volpe Savoiarda). Йому вдалося відстояти суверенітет Савойського герцогства і П'ємонтського князівства від посягань з боку Франції. За підсумками Війни за іспанську спадщину приєднав до своїх володінь Монферратське герцогство та ряд інших земель, а також Сицилійське королівство, яке пізніше був змушений обміняти на Сардинське королівство. Він став першим сувереном з титулом короля з Савойського дому.